# Midnight Gold
Midnight Gold är en låt framförd av musikgruppen Nika Kocharov & Young Georgian Lolitaz.
Låten var Georgiens bidrag till Eurovision Song Contest 2016 i Stockholm. Den framfördes i den andra semifinalen i Globen den 12 maj 2016 och hamnade slutligen på en tjugonde plats i finalen.